# Тен Мајл Ран (Њу Џерзи)
Тен Мајл Ран (енгл. Ten Mile Run) насељено је место без административног статуса у америчкој савезној држави Њу Џерзи.

## Демографија
По попису из 2010. године број становника је 1.959.
| Група             | 2000.    | 2010.       |
| Белци             | 0 (0,0%) | 568 (29,0%) |
| Афроамериканци    | 0 (0,0%) | 234 (11,9%) |
| Азијати           | 0 (0,0%) | 990 (50,5%) |
| Хиспаноамериканци | 0 (0,0%) | 124 (6,3%)  |
| Укупно            | 0        | 1.959       |